# Arapi
Arapi (in armeno Առափի?) è un comune di 2 053 abitanti (2010) della provincia di Shirak in Armenia.